# Tierras altas centrales de Madagascar

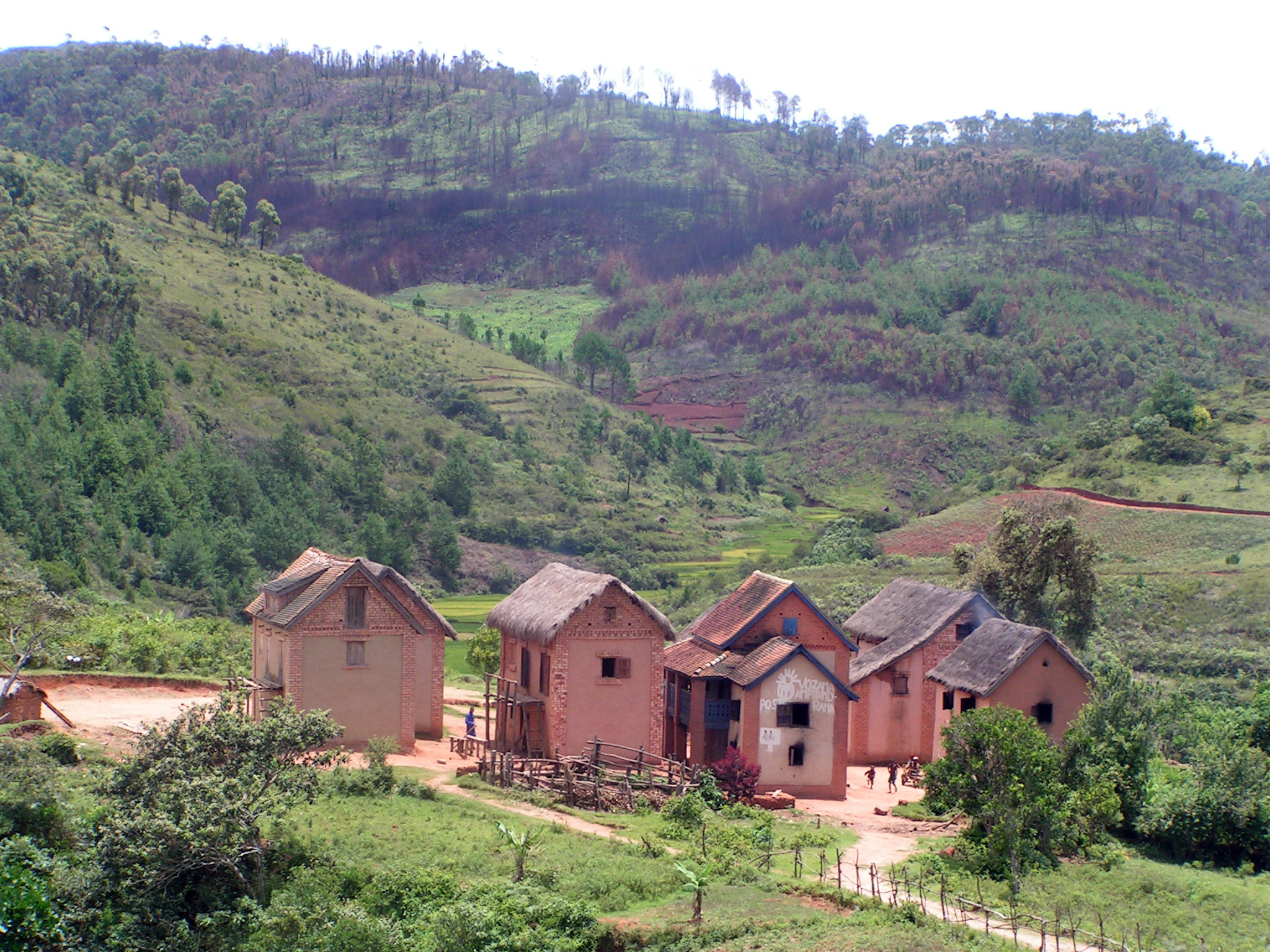
Casas en las Tierras altas centrales

Las tierras altas centrales, meseta central o Hauts-Plateaux son una región biogeográfica montañosa situada en la zona central de Madagascar.
Comprende la parte contigua del interior de la isla situada a unos 800 m de altitud. Las tierras altas centrales están separadas de las tierras altas del norte del extremo norte de Madagascar por un valle bajo, el llamado Mandritsara Window, que se cree que ha servido de barrera para la dispersión de especies de las tierras altas, conduciendo a superespecies como Voalavo gymnocaudus y Voalavo antsahabensis a las tierras altas del norte y centrales. Entre las especies restringidas a las tierras altas centrales se encuentran los murciélagos Miniopterus manavi y Miniopterus sororculus, los roedores Brachyuromys betsileoensis y Voalavo antsahabensis; los tenrecs Hemicentetes nigriceps y Oryzorictes tetradactylus, y el lémur Cheirogaleus sibreei.
Debido a la conformación de grandes extensiones de hábitat continuo de las tierras altas centrales, hay poco endemismo local, a diferencia de las tierras altas del norte.